# 백상지
백상지(白上紙)는 복사나 간이 인쇄등의 사무용으로 사용되는 종이를 말한다. 흔히 복사용지라고 부르는 종이는 백상지를 가리키는데, 자원재활용을 위해 갱지를 사용하기도 한다. 